# Давыдова, Берта Зауровна
Бе́рта Зауровна Давыдова (20 декабря 1922, Маргилан — 11 августа 2007, Ташкент) — советская и узбекская певица (лирическое сопрано), выдающаяся исполнительница "Шашмакома" и классических узбекских песен, народная артистка Узбекской ССР (1964).

## Биография
Родилась в Маргилане, Узбекской ССР в семье бухарских евреев.
Окончила Ташкентское медицинское училище (1935—1938), была медицинской сестрой 3-го родильного дома (1938-40) и военного госпиталя (1941—1943). С 1943 года — солистка хорового ансамбля Госрадиокомитета УзССР, с 1960 года — ведущая солистка ансамбля макомистов Гостелерадио УзССР.
Дальнейший, более чем сорокалетний, трудовой и творческий путь Берты Давыдовой был неразрывно связан с этим коллективом. За этот период своим высоким исполнительским мастерством она завоевала популярность среди поклонников и заняла достойное место в ряду известных артистов нашей страны. Песни из нашего бесценного национального достояния «Шашмакома», а также такие классические песни, как «Муножот», «Фигон», «Сарахбори оромижон», «Самарканд ушшоги», «Дугох», «Баёт-1» в её исполнении стали шедеврами музыкальной сокровищницы узбекского народа. Берта Давыдова в течение всей своей жизни являлась не только высокопрофессиональным исполнителем, но и самоотверженным пропагандистом национального искусства. Наряду с участием в крупных культурно-массовых мероприятиях, концертах, она часто выступала в отдаленных городах и сёлах, среди трудящихся, демонстрировала своё яркое искусство, чем заслужила любовь и уважение народа. Б. Давыдова делилась секретами профессионального мастерства с десятками молодых дарований, в течение многих лет она плодотворно работала в ансамбле макомистов при республиканском радио и на кафедре традиционного исполнительского мастерства Ташкентской Государственной консерватории.
Скончалась 11 августа 2007 года. Похоронена на центральной аллее Бухарско-еврейского кладбища (Массив Аллон) в Ташкенте.

## Награды
Награждена орденом «Эл-юрт Хурмати» (1998) и медалью «За трудовое отличие» (1959).